# Locationes mansorum desertorum

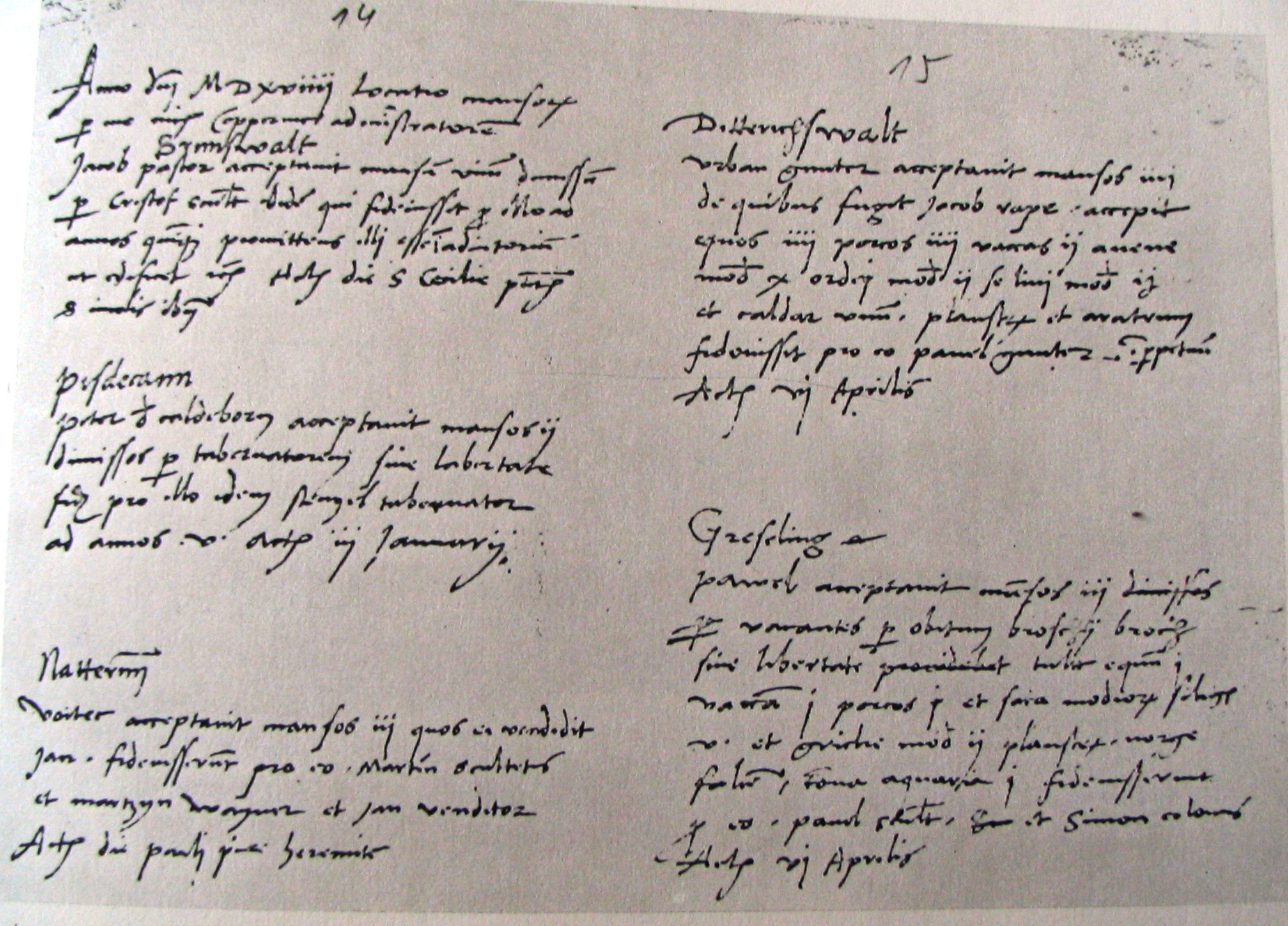
Сторінка рукопису Locationes mansorum desertorum

Перелік покинутих земель (лат. Locationes mansorum desertorum) — рукопис Миколая Коперника, створений ним у період 1516—1521 років, під час перебування на посаді економічного адміністратора Вармії. Рукопис є обліковим документом, у якому фіксувалися стан земельних ділянок, а також угоди, пов'язані з власністю на землю.
Коперник був призначений економічним адміністратором Вармії та оселився в Ольштині 8 листопада 1516 року. До його обов'язків входило управління приблизно однією третиною земельних угідь регіону (інші дві третини були під керівництвом єпископату). На цей період припала війна з Тевтонським орденом 1519—1521, в результаті якої частина земель була розорена і потребувала відновлення. Коперник як адміністратор здійснив 65 інспекційних поїздок, під час яких відвідав 41 село (деякі — кілька разів).
Locationes mansorum desertorum містить загалом 66 записів, з яких 37 стосуються передачі земельних ділянок новим власникам, нерідко — разом з худобою (велика рогата худоба, коні, свині), сільськогосподарськими знаряддями, а іноді й посівним матеріалом. Записи, зроблені Коперником, є досить докладними. Наприклад:
- Плюскі — Анджей із приходу Бартош узяв дві ділянки землі;
- Наґляди — Марцін Войтег взяв чотири ділянки землі, які він узяв у Єжи Войтега без згоди;
- Гризліни — Станіслав узяв три ділянки землі, з яких п'ять років тому втік Кранцель. Я дав йому одного коня, одне теля і знизив на чверть орендну плату на цей і наступний рік.